# U-96 (1940)
| U-96 | U-96 | U-96 |
| --- | --- | --- |
| | | |
| | | |
| Модель підводного човна U-96 в міжнародному морському музеї Гамбурга                                        | | |
| Верф | Friedrich Krupp Germaniawerft, Кіль                                                                                                  | Friedrich Krupp Germaniawerft, Кіль                                                                                                  |
| Під прапором                                                                                                | Третій Рейх | Третій Рейх |
| Спуск на воду                                                                                               | 1 серпня 1940 року | 1 серпня 1940 року |
| Виведений зі складу флоту                                                                                   | 14 вересня 1940 року | 14 вересня 1940 року |
| Сучасний статус                                                                                             | 30 березня 1945 року затоплений у порту Вільгельмсгафена внаслідок нальоту американських бомбардувальників 8-ї повітряної армії      | 30 березня 1945 року затоплений у порту Вільгельмсгафена внаслідок нальоту американських бомбардувальників 8-ї повітряної армії      |
| Бойовий досвід                                                                                              | Друга світова війна Битва за Атлантику                                                                                               | Друга світова війна Битва за Атлантику                                                                                               |
| Проєкт | | |
| Тип ПЧ | середній торпедний ДПЧ | середній торпедний ДПЧ |
| Вартість | 4 714 000 ℛℳ | 4 714 000 ℛℳ |
| Основні характеристики                                                                                      | | |
| Швидкість (надводна)                                                                                        | 17,7 вузла (32,8 км/год) | 17,7 вузла (32,8 км/год) |
| Швидкість (підводна)                                                                                        | 7,6 вузла (14,1 км/год) | 7,6 вузла (14,1 км/год) |
| Робоча глибина занурення                                                                                    | 230 м | 230 м |
| Гранична глибина занурення                                                                                  | 250—295 м | 250—295 м |
| Дальність плавання                                                                                          | 80 миль (150 км) на швидкості 4 вузли (в підводному положенні) 8500 миль (15 700 км) на швидкості 10 вузлів (у надводному положенні) | 80 миль (150 км) на швидкості 4 вузли (в підводному положенні) 8500 миль (15 700 км) на швидкості 10 вузлів (у надводному положенні) |
| Екіпаж | 44—52 особи | 44—52 особи |
| Розміри | | |
| Довжина найбільша (по КВЛ)                                                                                  | 67,1 м | 67,1 м |
| Ширина корпусу найб.                                                                                        | 6,2 м | 6,2 м |
| Висота | 9,6 м | 9,6 м |
| Середня осадка (по КВЛ)                                                                                     | 4,74 м | 4,74 м |
| Водотоннажність надводна                                                                                    | 769 т | 769 т |
| Силова установка                                                                                            | | |
| дизель-електрична; 2 дизельних двигуни MAN M 6 V 40/46, 2 електродвигуни Siemens-Schuckertwerke GU 343/38-8 | | |
| Гвинти | 2 | 2 |
| Потужність                                                                                                  | 2 × 2100—2310 к.с. (дизелі) 2 × 750 к.с. (електродвигуни)                                                                            | 2 × 2100—2310 к.с. (дизелі) 2 × 750 к.с. (електродвигуни)                                                                            |
| Озброєння                                                                                                   | | |
| Артилерія                                                                                                   | 1 × 88-мм палубна гармата SK C/35 | 1 × 88-мм палубна гармата SK C/35 |
| Торпедно- мінне озброєння                                                                                   | 4 носових і один кормовий ТА 14 торпед та 26 мін TMA                                                                                 | 4 носових і один кормовий ТА 14 торпед та 26 мін TMA                                                                                 |
| ППО | 1 × 37-мм зенітна гармата Flak M42 2 × 20-мм зенітні гармати FlaK 30                                                                 | 1 × 37-мм зенітна гармата Flak M42 2 × 20-мм зенітні гармати FlaK 30                                                                 |

U-96 — німецький підводний човен типу VIIC, що входив до складу Військово-морських сил Третього Рейху за часів Другої світової війни. Закладений 16 вересня 1939 року на верфі Friedrich Krupp Germaniawerft у Кілі. Спущений на воду 1 серпня 1940 року, 14 вересня 1940 року корабель увійшов до складу ВМС націонал-соціалістичної Німеччини. Першим командиром став капітан-лейтенант Генріх Леманн-Вілленброк.

## Історія
U-96 належав до німецьких підводних човнів типу VIIC, найчисельнішого типу субмарин Третього Рейху, яких випущено 703 одиниці. Першим командиром ПЧ став капітан-лейтенант Генріх Леманн-Вілленброк. Протягом війни з грудня 1940 по лютий 1943 року U-96 здійснив 11 бойових походів в Атлантичний океан, посівши одинадцяте місце серед найрезультативніших ПЧ Крігсмаріне за час ведення підводної війни. Отже, підводний човен потопив 27 суден противника сумарною водотоннажністю 181 206 брутто-реєстрових тонн, а також пошкодив ще чотири судна (33 043 тонни) і завдав невиправних пошкоджень одному судну (8888 тонн).
30 березня 1945 року затоплений у порту Вільгельмсгафена внаслідок нальоту американських бомбардувальників 8-ї повітряної армії.

## Командири ПЧ
- Капітан-лейтенант Генріх Леманн-Вілленброк (нім. Heinrich Lehmann-Willenbrock) (14 вересня 1940 — 1 квітня 1942);
- Оберлейтенант-цур-зее Ганс-Юрген Гелльрігель (нім. Hans-Jürgen Hellriegel) (1 квітня 1941 — 15 березня 1943);
- Оберлейтенант-цур-зее Вільгельм Петерс (нім. Wilhelm Peters) (16 березня 1943 — лютий 1944);
- Оберлейтенант-цур-зее Горст Вілльнер (нім. Horst Willner) (лютий — 30 червня 1944);
- Оберлейтенант-цур-зее Роберт Рікс (нім. Robert Rix) (1 липня 1944 — 15 лютого 1945).

## Перелік затоплених та пошкоджених U-96 суден у бойових походах
| №                                                                | Дата            | Назва                | Тип                | Належність      | Водотоннажність (брт) | Вантаж                                                                       | Конвой        | Результат та координати                                                                | Наслідки атаки для екіпажу          | Прим. |
| ---------------------------------------------------------------- | --------------- | -------------------- | ------------------ | --------------- | --------------------- | ---------------------------------------------------------------------------- | ------------- | -------------------------------------------------------------------------------------- | ----------------------------------- | --- |
| Перший похід (4.12—29.12.1940, 26 діб; Кіль—Лор'ян)              |                 |                      |                    |                 |                       |                                                                              |               |                                                                                        |                                     | |
| 1                                                                | 11 грудня 1940  | Rotorua              | пасажирське судно  | Велика Британія | 10 890                | 10 803 тонни генеральних вантажів, зокрема морожене м'ясо, масло та шерсть   | Конвой HX 92  | потоплено 58°56′ пн. ш. 11°20′ зх. д. / 58.933° пн. ш. 11.333° зх. д.                  | 131 (23 загинули та 108 вціліло)    | |
| 2                                                                | 11 грудня 1940  | Towa                 | суховантажне судно | Нідерланди      | 5419                  | 7778 тонн зернових та 48 вантажних автомобілів                               | Конвой HX 92  | потоплено 58°50′ пн. ш. 10°10′ зх. д. / 58.833° пн. ш. 10.167° зх. д.                  | 37 (18 загинуло та 19 вціліло)      | |
| 3                                                                | 12 грудня 1940  | Stureholm            | суховантажне судно | Швеція          | 4575                  | 6850 тонн сталі та металобрухту                                              | Конвой HX 92  | потоплено 57°50′ пн. ш. 8°40′ зх. д. / 57.833° пн. ш. 8.667° зх. д.                    | 32 (усі загинули)                   | |
| 4                                                                | 12 грудня 1940  | Macedonier           | суховантажне судно | Бельгія         | 5227                  | 6800 тонн фосфатів                                                           | Конвой HX 92  | потоплено 57°52′ пн. ш. 8°42′ зх. д. / 57.867° пн. ш. 8.700° зх. д.                    | 41 (4 загиблих та 37 вцілілих)      | |
| 5                                                                | 14 грудня 1940  | Western Prince       | пасажирське судно  | Велика Британія | 10 9256               | 3384 тонн металів, 1864 тонни продовольства та 511 тонн генерального вантажу |               | потоплено 59°32′ пн. ш. 17°47′ зх. д. / 59.533° пн. ш. 17.783° зх. д.                  | 169 (15 загиблих та 154 вцілілих)   | |
| 6                                                                | 14 грудня 1940  | Empire Razorbill     | суховантажне судно | Велика Британія | 5 118                 | вугілля                                                                      | Конвой OB 257 | пошкоджено 59°31′ пн. ш. 13°15′ зх. д. / 59.517° пн. ш. 13.250° зх. д.                 | ? (0 загиблих та ? вцілілих)        | |
| 7                                                                | 18 грудня 1940  | Pendrecht            | танкер             | Нідерланди      | 10746                 | баласт                                                                       | Конвой OB 259 | пошкоджений 59°05′ пн. ш. 17°47′ зх. д. / 59.083° пн. ш. 17.783° зх. д.                | 36 (0 загиблих та 36 вціліло)       | |
| Другий похід (9.01—22.01.1941, 14 діб; Лор'ян—Лор'ян)            |                 |                      |                    |                 |                       |                                                                              |               |                                                                                        |                                     | |
| 8                                                                | 16 січня 1941   | Oropesa              | пасажирське судно  | Велика Британія | 14 118                | 8252 тонн генеральних вантажів, у тому числі мідь та кукурудза               |               | потоплено 56°28′ пн. ш. 12°00′ зх. д. / 56.467° пн. ш. 12.000° зх. д.                  | 249 (106 загиблих та 143 вціліло)   | |
| 9                                                                | 17 січня 1941   | Almeda Star          | пасажирське судно  | Велика Британія | 14 936                | генеральний вантаж                                                           |               | потоплено 58°16′ пн. ш. 13°40′ зх. д. / 58.267° пн. ш. 13.667° зх. д.                  | 360 (360 загиблих)                  | |
| Третій похід (30.01—28.02.1941, 30 діб; Лор'ян—Сен-Назер)        |                 |                      |                    |                 |                       |                                                                              |               |                                                                                        |                                     | |
| 10                                                               | 13 лютого 1941  | Clea                 | танкер             | Велика Британія | 7987                  | флотський мазут                                                              | Конвой HX 106 | потоплений 60°25′ пн. ш. 17°10′ зх. д. / 60.417° пн. ш. 17.167° зх. д.                 | 59 (59 загиблих)                    | |
| 11                                                               | 13 лютого 1941  | Arthur F. Corwin     | танкер             | Велика Британія | 10516                 | 14 500 тонн бензину                                                          | Конвой HX 106 | потоплений 60°25′ пн. ш. 17°11′ зх. д. / 60.417° пн. ш. 17.183° зх. д.                 | 46 (46 загиблих)                    | |
| 12                                                               | 18 лютого 1941  | Black Osprey         | суховантажне судно | Велика Британія | 5589                  | 4 500 тонн сталі та вантажні автомобілі                                      | Конвой HX 107 | потоплено 61°13′ пн. ш. 18°10′ зх. д. / 61.217° пн. ш. 18.167° зх. д.                  | 37 (26 загиблих та 11 вижило)       | |
| 13                                                               | 22 лютого 1941  | Scottish Standard    | танкер             | Велика Британія | 6999                  | баласт                                                                       | Конвой OB 287 | потоплений 59°20′ пн. ш. 16°12′ зх. д. / 59.333° пн. ш. 16.200° зх. д.                 | 44 (5 загиблих та 39 вижило)        | |
| 14                                                               | 23 лютого 1941  | Anglo-Peruvian       | танкер             | Велика Британія | 5457                  | 3015 тонн вугілля                                                            | Конвой OB 288 | потоплений 59°30′ пн. ш. 21°00′ зх. д. / 59.500° пн. ш. 21.000° зх. д.                 | 46 (29 загинуло та 17 вціліло)      | |
| 15                                                               | 24 лютого 1941  | Linaria              | суховантажне судно | Велика Британія | 3385                  | 2051 тонна вугілля                                                           | Конвой OB 288 | потоплено 59°54′ пн. ш. 20°48′ зх. д. / 59.900° пн. ш. 20.800° зх. д.                  | 35 (усі загинули)                   | |
| 16                                                               | 24 лютого 1941  | Sirikishna           | суховантажне судно | Велика Британія | 5458                  | баласт                                                                       | Конвой OB 288 | потоплено 58°00′ пн. ш. 21°00′ зх. д. / 58.000° пн. ш. 21.000° зх. д.                  | 43 (усі загинули)                   | |
| Четвертий похід (12.04—22.05.1941, 41 доба; Сен-Назер—Сен-Назер) |                 |                      |                    |                 |                       |                                                                              |               |                                                                                        |                                     | |
| 17                                                               | 28 квітня 1941  | Caledonia            | танкер             | Норвегія        | 9892                  | 13 745 тонн дизельного палива та мастил                                      | Конвой HX 121 | потоплений 60°03′ пн. ш. 16°10′ зх. д. / 60.050° пн. ш. 16.167° зх. д.                 | 37 (12 загинули та 25 вижили)       | |
| 18                                                               | 28 квітня 1941  | Oilfield             | танкер             | Велика Британія | 8516                  | 11700 тонн бензину                                                           | Конвой HX 121 | потоплений 60°05′ пн. ш. 17°10′ зх. д. / 60.083° пн. ш. 17.167° зх. д.                 | 55 (47 загинули та 8 вижили)        | |
| 19                                                               | 28 квітня 1941  | Port Hardy           | суховантажне судно | Велика Британія | 8897                  | 4000 тонн баранини, 3000 тонн сиру, 700 тонн цинку та генеральні вантажі     | Конвой HX 121 | потоплено 60°14′ пн. ш. 15°20′ зх. д. / 60.233° пн. ш. 15.333° зх. д.                  | 98 (1 загинув та 97 вижили)         | |
| 20                                                               | 19 травня 1941  | Empire Ridge         | суховантажне судно | Велика Британія | 2922                  | 3500 тонн залізних руд                                                       | Конвой HG 61  | потоплено 54°47′ пн. ш. 11°10′ зх. д. / 54.783° пн. ш. 11.167° зх. д.                  | 33 (31 загинув та 2 вціліли)        | |
| П'ятий похід (19.06—9.07.1941, 21 доба; Сен-Назер—Сен-Назер)     |                 |                      |                    |                 |                       |                                                                              |               |                                                                                        |                                     | |
| 21                                                               | 5 липня 1941    | Anselm               | транспортне судно  | Велика Британія | 5954                  | 1210 осіб армії та Королівських ПС                                           |               | потоплено 44°25′ пн. ш. 28°35′ зх. д. / 44.417° пн. ш. 28.583° зх. д.                  | 1316 (254 загинули та 1062 вціліли) | |
| Шостий похід (2.08—12.09.1941, 42 доби; Сен-Назер—Сен-Назер)     |                 |                      |                    |                 |                       |                                                                              |               |                                                                                        |                                     | |
| Сьомий похід (27.10—6.12.1941, 41 доба; Сен-Назер—Сен-Назер)     |                 |                      |                    |                 |                       |                                                                              |               |                                                                                        |                                     | |
| 22                                                               | 31 жовтня 1941  | Bennekom             | суховантажне судно | Нідерланди      | 5998                  | 900 тонн генеральних вантажів і 300 тонн урядового майна                     | Конвой OS 10  | потоплено 51°20′ пн. ш. 23°40′ зх. д. / 51.333° пн. ш. 23.667° зх. д.                  | 56 (9 загиблих та 47 вціліли)       | |
| Восьмий похід (31.01—23.03.1942, 52 доби; Сен-Назер—Сен-Назер)   |                 |                      |                    |                 |                       |                                                                              |               |                                                                                        |                                     | |
| 23                                                               | 19 лютого 1942  | Empire Seal          | суховантажне судно | Велика Британія | 7965                  | 4500 тонн сталі                                                              |               | потоплено 43°14′ пн. ш. 64°45′ зх. д. / 43.233° пн. ш. 64.750° зх. д.                  | 57 (1 загинув та 56 вціліли)        | |
| 24                                                               | 20 лютого 1942  | Lake Osweya          | суховантажне судно | США             | 2398                  | генеральні вантажі                                                           |               | потоплено 43°14′ пн. ш. 64°45′ зх. д. / 43.233° пн. ш. 64.750° зх. д.                  | 39 (усі загинули)                   | |
| 25                                                               | 22 лютого 1942  | Torungen             | суховантажне судно | Норвегія        | 1948                  | папір та целюлоза                                                            |               | потоплено 44°00′ пн. ш. 63°30′ зх. д. / 44.000° пн. ш. 63.500° зх. д.                  | 19 (усі загинули)                   | |
| 26                                                               | 22 лютого 1942  | Kars                 | танкер             | Велика Британія | 8888                  | 12 700 тонн авіаційного спирту та палива і мастил                            |               | зазнав тотальних руйнувань 44°00′ пн. ш. 63°30′ зх. д. / 44.000° пн. ш. 63.500° зх. д. | 47 (46 загинули, 1 вцілілий)        | Уражений торпедою G7e, танкер розвалився на дві половини; передня затонула, а задня відбуксована до Галіфаксу, де посажена на мілину |
| 27                                                               | 9 березня 1942  | Tyr                  | суховантажне судно | Норвегія        | 4265                  | баласт                                                                       |               | потоплено 43°40′ пн. ш. 61°10′ зх. д. / 43.667° пн. ш. 61.167° зх. д.                  | 31 (13 загинули, 18 вціліли)        | |
| Дев'ятий похід (23.04—1.07.1942, 70 діб; Сен-Назер—Сен-Назер)    |                 |                      |                    |                 |                       |                                                                              |               |                                                                                        |                                     | |
| Десятий похід (24.08—5.10.1942, 43 доби; Сен-Назер—Сен-Назер)    |                 |                      |                    |                 |                       |                                                                              |               |                                                                                        |                                     | |
| 28                                                               | 10 вересня 1942 | Elisabeth van Belgie | суховантажне судно | Бельгія         | 4241                  | баласт                                                                       | Конвой ON 127 | потоплено 51°30′ пн. ш. 28°25′ зх. д. / 51.500° пн. ш. 28.417° зх. д.                  | 50 (1 загинув, 49 вціліли)          | |
| 29                                                               | 10 вересня 1942 | F.J. Wolfe           | танкер             | Велика Британія | 12190                 | баласт                                                                       | Конвой ON 127 | пошкоджений 51°30′ пн. ш. 28°25′ зх. д. / 51.500° пн. ш. 28.417° зх. д.                | 56 (усі вціліли)                    | |
| 30                                                               | 10 вересня 1942 | Sveve                | танкер             | Норвегія        | 6313                  | баласт                                                                       | Конвой ON 127 | пошкоджений 51°28′ пн. ш. 28°30′ зх. д. / 51.467° пн. ш. 28.500° зх. д.                | 39 (усі вціліли)                    | |
| 31                                                               | 11 вересня 1942 | Delães               | вітрильне судно    | Португалія      | 415                   | тріска                                                                       |               | потоплено 50°03′ пн. ш. 29°32′ зх. д. / 50.050° пн. ш. 29.533° зх. д.                  | 54 (усі вціліли)                    | |
| 32                                                               | 25 вересня 1942 | New York             | пасажирське судно  | Велика Британія | 4989                  | баласт                                                                       | Конвой RB 1   | потоплено 54°34′ пн. ш. 25°44′ зх. д. / 54.567° пн. ш. 25.733° зх. д.                  | 68 (38 загинули та 30 вціліли)      | |